# Expropriationslagen
Expropriationslagen (1972:719) är en svensk lag som reglerar expropriation, ett medel för det allmänna att tvångsvis ta mark i anspråk. Lagen är dock bara en av många lagar som kan användas för markåtkomst och det är idag sällsynt att expropriationslagen används för att lösa in mark. Lagen kan därför ses som en restpost som används endast om det inte är möjligt att lösa in mark med hjälp av andra lagar. 
Expropriationslagen är inte heller tvingande till någons för- eller nackdel, det vill säga att alla involverade parter har fri rätt att välja att avtala om en situation som rör marköverlåtelse på annat sätt innan det blir aktuellt med en eventuell tillämpning av denna lag. 
Expropriationslagen är emellertid ändå viktig eftersom ett flertal lagar (bl.a. fastighetsbildningslagen, anläggningslagen och ledningsrättslagen hänvisar till ExL:s regler om ersättning. Särskilt viktiga här är Influensregeln (ExL 4:2) och Presumtionsregeln (ExL 4:3).